# Нандо (игрок в мини-футбол)
Леандро Энрике Сиприано Катарино де Жесус (31 октября 1987, Белу-Оризонти, Бразилия), более известный как просто Нандо — бразильский футболист, выступающий за сборную России по мини-футболу.

## Биография
С февраля 2012 года бразильский футболист выступает в Чемпионате России, за это время Нандо 5 раз становился чемпионом России и 5 раз обладателем Кубка России, и обладателем Суперкубка России в 2016 году.
Признавался лучшим защитником чемпионата России в сезонах 2017/18 и 2021/22.

## Достижения
- Чемпион России (5): 2012, 2013, 2016, 2018, 2020
- Обладатель Кубка России (6): 2013, 2014, 2015, 2019, 2021, 2024
- Обладатель Суперкубка России: 2016
- Обладатель Межконтинентального кубка: 2013